# Sfumino
Lo sfumino è una lunga striscia  di carta o pelle arrotolata il più strettamente possibile, utilizzata nella tecnica dello sfumato nel disegno o nella pittura.
Veniva spesso utilizzato per rendere le ombreggiature, intinto di polvere di matita nera.

## Storia
Lo sfumino è uno strumento antico, utilizzato già dal Cinquecento. Tra i grandi artisti ad utilizzarlo troviamo Leonardo Da Vinci, che fu tra i primi ad adoperare la tecnica dalla quale lo strumento prende il nome.
L'uso dello sfumino venne in seguito sconsigliato, soprattutto in ambito didattico.
Negli attuali sistemi di fotoritocco viene chiamato sfumino un tool digitale che ha la funzione, in parte analoga a quella dello strumento tradizionale, di sfumare i colori, a volte correggendo eventuali difetti del disegno originale.